# 문상훈
문상훈(文相勳, 1991년 5월 9일~)은 대한민국의 유튜버, 희극인, 배우이다. 스케치 코미디 유튜버팀 빠더너스의 멤버로 활동하고 있으며, 여기서 문쌤이라는 한국지리 강사 캐릭터로 잘 알려져 있다.

## 학력
- 중동고등학교 (졸업)
- 아주대학교 경영대학 (경영학 학사)

## 출연 작품

### 텔레비전 드라마
- 《경로를 이탈하였습니다》 (2021) - 노정열 역
- 《D.P.》 (2021, 2023) - 김루리 역
- 《이상한 변호사 우영우》 (2022) - 김정훈 역 (특별출연)
- 《낭만닥터 김사부 3》 (2023) - 돌담병원에 면접보러 온 의사 역 (특별출연)
- 《닭강정》 (2024) - 정효봉 역 (특별출연)

### 텔레비전 프로그램
- 《여고추리반》 (2021) - 김정호 역 (고정 출연)
- 《듣고 보니 그럴싸》 (2023) - 고정 출연

### 영화
- 《파일럿》 (2024) - 문상훈 역 (특별출연)

## 수상 목록
- 2025년 제4회 청룡시리즈어워즈 신인남자예능인상